# Patricio Ballagas
Patricio Balagas Palacio (Camagüey, 17 de maio de 1879 - Havana, 15 de fevereiro de 1920) foi um compositor cubano.
Importante compositor ao inovar o texto duplo em suas músicas, onde a melodia é sobreposta sobre o vocal principal, tornando-se a segunda voz.